# Alfred Nowacki
Alfred Nowacki, pseudonim „Piąty”, „Kapitan Nemo”, „Kwatermistrz” (ur. 13 października 1896 w Łodzi, zm. 19 stycznia 1945 w Skarszewie) – oficer rezerwy Wojska Polskiego, fabrykant, działacz konspiracyjny.

## Życiorys
Alfred Nowacki był synem Teofila i Emmy z domu Erb, która była Niemką. Ukończył gimnazjum w Łodzi. Potem jego rodzina przeniosła się w okolice Warszawy. Odbył kursy podchorążych i około 1929 związał się z wywiadem wojskowym. W 1930 wyjechał do Berlina, gdzie zajmował się handlem i współpracował z polskim wywiadem. W 1940 jako Niemiec wrócił do Kalisza.
Wg innej wersji jego rodzice na początku XX wieku wyemigrowali z Łodzi do Niemiec, gdzie się wychował i ożenił. Przez małżeństwo miał być skoligacony z rodziną marszałka III Rzeszy Göringa, choć szczegóły nie są znane. 
W 1940 kupił jeden z dwóch starych browarów we wsi Winiary pod Kaliszem i założył w nim fabrykę przetwórstwa spożywczego. 
W czasie II wojny światowej żołnierz Armii Krajowej, był jedną z ważniejszych postaci struktur AK w Kaliszu. Prowadzona przez niego fabryka, określana kryptonimem „Podlasie”, była zakonspirowaną placówką (ekspozyturą) Wydziału Wywiadu Ofensywnego Komendy Głównej AK (kryptonim "Stragan", "Lombard"). Znalazło tam schronienie wiele osób poszukiwanych przez Gestapo oraz zdekonspirowanych w Kaliszu członków AK. 
Nowacki został uwięziony podczas masowych aresztowań przeprowadzonych przez Gestapo w dniach 2 i 3 marca 1944. Sądzony wraz z innymi działaczami konspiracji podczas wyjazdowej sesji Sądu Ludowego z Berlina (Volksgerichtshofu) w Kaliszu. Za zdradę narodu niemieckiego i szpiegostwo skazany na karę śmierci.
Alfred Nowacki został rozstrzelany w grupie 56 innych członków antyhitlerowskiego podziemia 19 stycznia 1945 w lesie koło Skarszewa. Po ekshumacji dokonanej 6 kwietnia 1945 i rozpoznaniu zwłok został pochowany w osobnym grobie na cmentarzu Tynieckim w Kaliszu.